# Christoph Wilhelm Siemsen
Christoph Wilhelm Siemsen (* 19. September 1793; † 27. Januar 1859) war ein deutscher Hofrat, Bibliothekar und Bibliothekssekretär.

## Leben
Christoph Wilhelm Siemsen wurde am 19. September 1793, zur Zeit des Kurfürstentums Braunschweig-Lüneburg während der Personalunion zwischen Großbritannien und Hannover geboren. Im ersten Jahr des Königreichs Hannover wurde er am 3. November 1814 als Logenbruder in die Johannis-Freimaurerloge Zum schwarzen Bär im Orient von Hannover aufgenommen. Er arbeitete zeitweilig als Musiklehrer.
Von 1830 bis 1859 war Siemsen an der Königlichen Öffentlichen Bibliothek zu Hannover tätig. In diesem Zeitraum leitete er die Bibliothek der Residenzstadt interimistisch von 1842 bis 1851.
Laut den Erinnerungen von August Heinrich Hoffmann von Fallersleben war der äußerst kurzsichtige Siemsen insbesondere in der Bibliographie sehr kenntnisreich und erweiterte seine bedeutende Bibliothek regelmäßig mit preiswert erworbenen Büchern aus dem Fach der Gelehrten- und Büchergeschichte.
Im Jahr 1856 wurde die gesamte Bibliothek Siemsens oder Teile davon an die Vorgängerinstitution der Gottfried Wilhelm Leibniz Bibliothek – Niedersächsische Landesbibliothek übergeben.
Von 1855 bis 1859 war Siemsen Deputierter Meister vom Stuhl seiner Loge.